# Garda Națională din Missouri
Garda Națională din Missouri (în engleză Missouri National Guard, acronim MONG) este o componentă a Gărzii Naționale a Forțelor Terestre⁠(d) și a Departamentul de Stat pentru Garda Națională al statului Missouri. Este compus din unități de Forțe Terestre și Aeriene. Sediul Departamentului este în Jefferson City.
Misiunea Gărzii Naționale din Missouri este „de a furniza forțe instruite și disciplinate pentru situații de urgență interne sau conform legii statului sub autoritatea guvernatorului”.